# آتشفشان لاس آنیماس
آتشفشان لاس آنیماس (به اسپانیایی: Volcán Las Ánimas) یک کوه در کلمبیا است که در بخش نارینیو واقع شده‌است. آتشفشان لاس آنیماس ۴٬۱۷۵ متر بالاتر از سطح دریا واقع شده‌است.